# Emil Thoma (Politiker)
Emil Thoma (* 29. Mai 1854 in Krensheim bei Grünsfeld; † 22. Mai 1932) war ein Oberbürgermeister der Stadt Freiburg im Breisgau.

## Leben

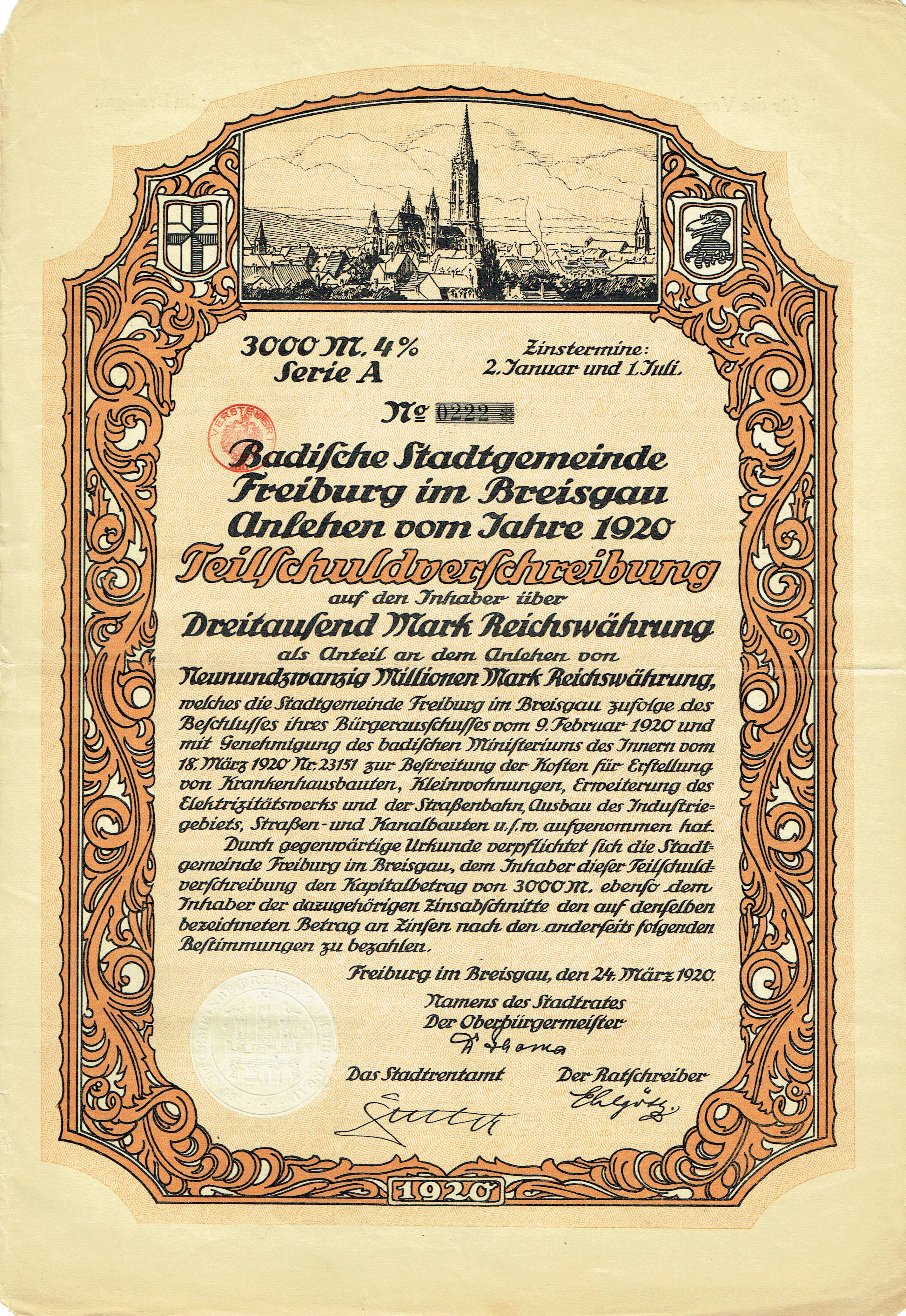
Freiburger Anleihe von 1920 für die Finanzierung von Krankenhäusern und Kleinwohnungen sowie die Erweiterung des Elektrizitätswerkes und der Straßenbahn mit Unterschrift von Oberbürgermeister Thoma.

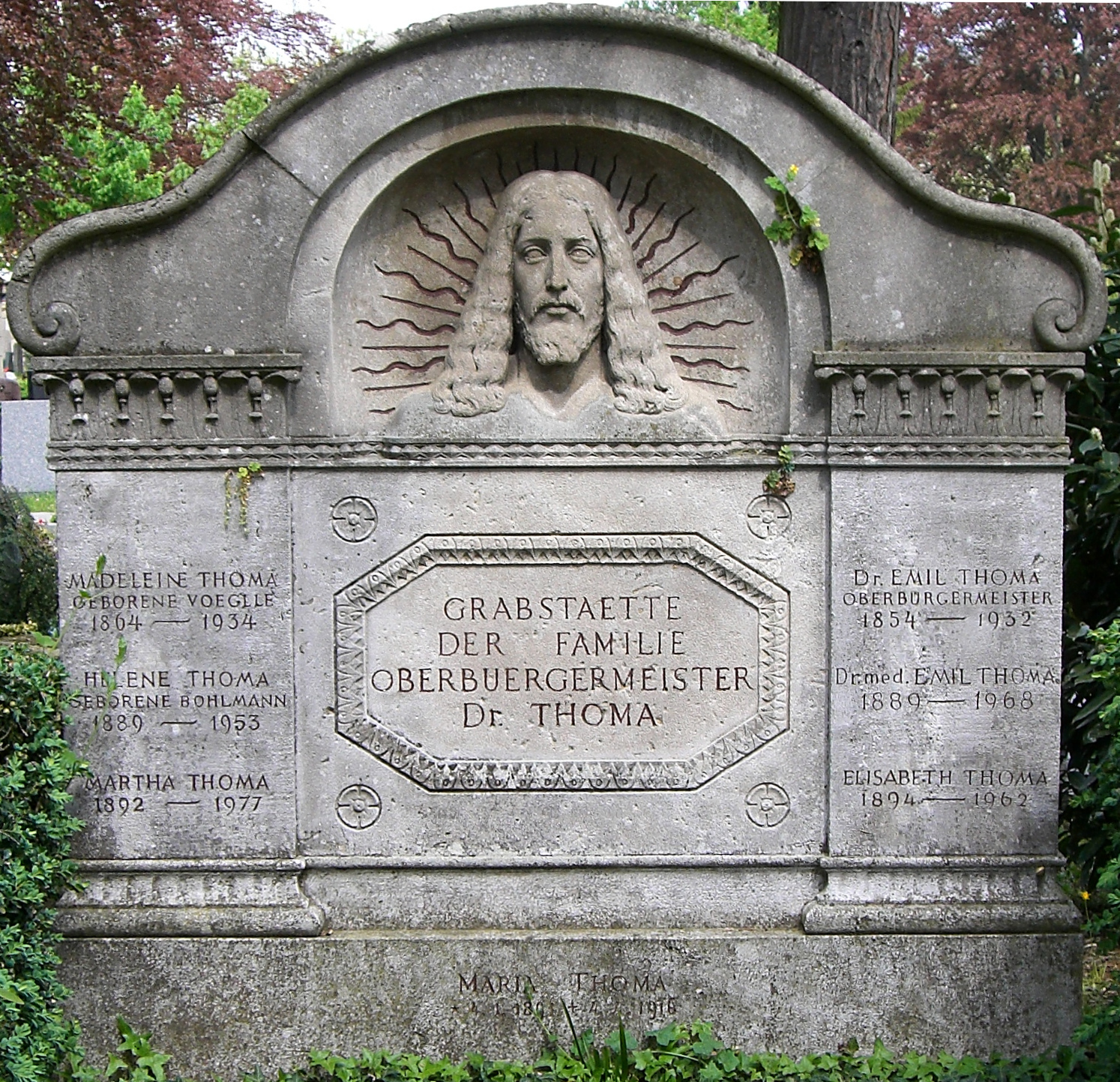
Grab Emil Thomas auf dem Freiburger Hauptfriedhof

Thoma besuchte in Tauberbischofsheim das Gymnasium und wechselte später nach Freiburg im Breisgau. Dort studierte er nach seinem Schulabschluss Jura, wechselte aber zwischenzeitlich an die Universität Heidelberg.
Früh interessierte er sich für Politik und wirkte als Volksvertreter aktiv im politischen Geschehen mit. Emil Thoma arbeitete auch als Referent der städtischen Theaterkommission in Freiburg.
Emil Thoma wanderte gern im Schwarzwald. 1903 wurde er zum Präsidenten des Schwarzwaldvereins gewählt. Neben dem Ausbau der Wanderrouten über die Berge und durch die Täler des Schwarzwaldes setzte er sich bereits zu Beginn des 20. Jahrhunderts für den Natur- und Umweltschutz ein.
Am 24. Mai 1913 wurde er zum Oberbürgermeister von Freiburg gewählt und trat die Nachfolge von Otto Winterer an. Heute trägt eine Schule in Freiburg seinen Namen (Emil-Thoma-Schule an der Schützenallee). Auch die Emil-Thoma-Wanderwege am Kandel und in Hinterzarten wurden nach ihm benannt.